# 礁环冠水母
礁环冠水母（學名：Atolla wyvillei）是钵水母纲冠水母目领状水母科环冠水母属之下的一個深海水母物種。本物種分佈於全世界各地的海洋裡；但《中国动物志》認為本物種只出現於在印度洋-西太平洋海域的菲律宾海、安达曼海、及日本的北海道至本州中部一带深水海域。本物種的種小名源於是為了紀念挑戰者探險隊的首席科學家查尔斯·威维尔·汤姆森（Charles Wyville Thomson）爵士。

## 形态特征
如同其他水中動物一樣，本物種是深紅色的。
本种伞部特别扁平，呈圆盘状，伞径70—120mm，伞高35—50mm。
冠沟位于伞顶1/5处，在冠沟上面伞部中央厚而呈凸透镜状，在冠沟下面伞部有20—22条浅的放射辐沟，將伞部分為20—22个缘叶；另外還有一條比其餘更大的肥厚觸手。這一條特長的肥厚觸手估計是用來捕食的。
本物種能夠發光：當本物種受到襲擊，就會發出一系列的閃光，從而將攻擊者暴露於其捕食者的視線範圍內。
海洋生物學家伊迪丝·威德為研究這種水母的發光機制，她基於本物種的發光模式而設計了一種名為「E-jelly」，以模仿礁环冠水母受到來自捕食者的威脅時所發出的閃光。這種電子水母成功吸引了深海中神秘而且罕見的動物進入攝錄機的紀錄範圍，使這些生物得以被紀錄。這次活動得到探索頻道及日本NHK電視台資助，讓她成功以鏡頭捕獲一隻巨烏賊的踪影。

## 外部連結
- "Eye in sea" catches deep-sea life unawares （页面存档备份，存于） – Information on this species.